# مدرسه صدر خواجو
مجموعه صدر خواجو مربوط به دوره قاجار است و در اصفهان، محله خواجوی اصفهان ـ حاشیه خیابان چهارباغ خواجو واقع شده و این اثر در تاریخ ۱۲ آذر ۱۳۷۵ با شمارهٔ ثبت ۱۷۷۳ به‌عنوان یکی از آثار ملی ایران به ثبت رسیده است. در این مجموعه حجره‌هایی وجود دارد که طلاب علوم دینی در آن‌ها مشغول تعلیم و تعلم هستند. دارای ۴ ایوان و ۴ هشتی است.